# تویوتا استارلت
تویوتا استارلت (Toyota Starlet) خودرویی است که در سال‌های April ۱۹۷۳ تا July ۱۹۹۹تولید شده‌است.
این خودرو در کلاس خودرو کامپکت کوچک قرار گرفته، است. 